# Andreas Kenner

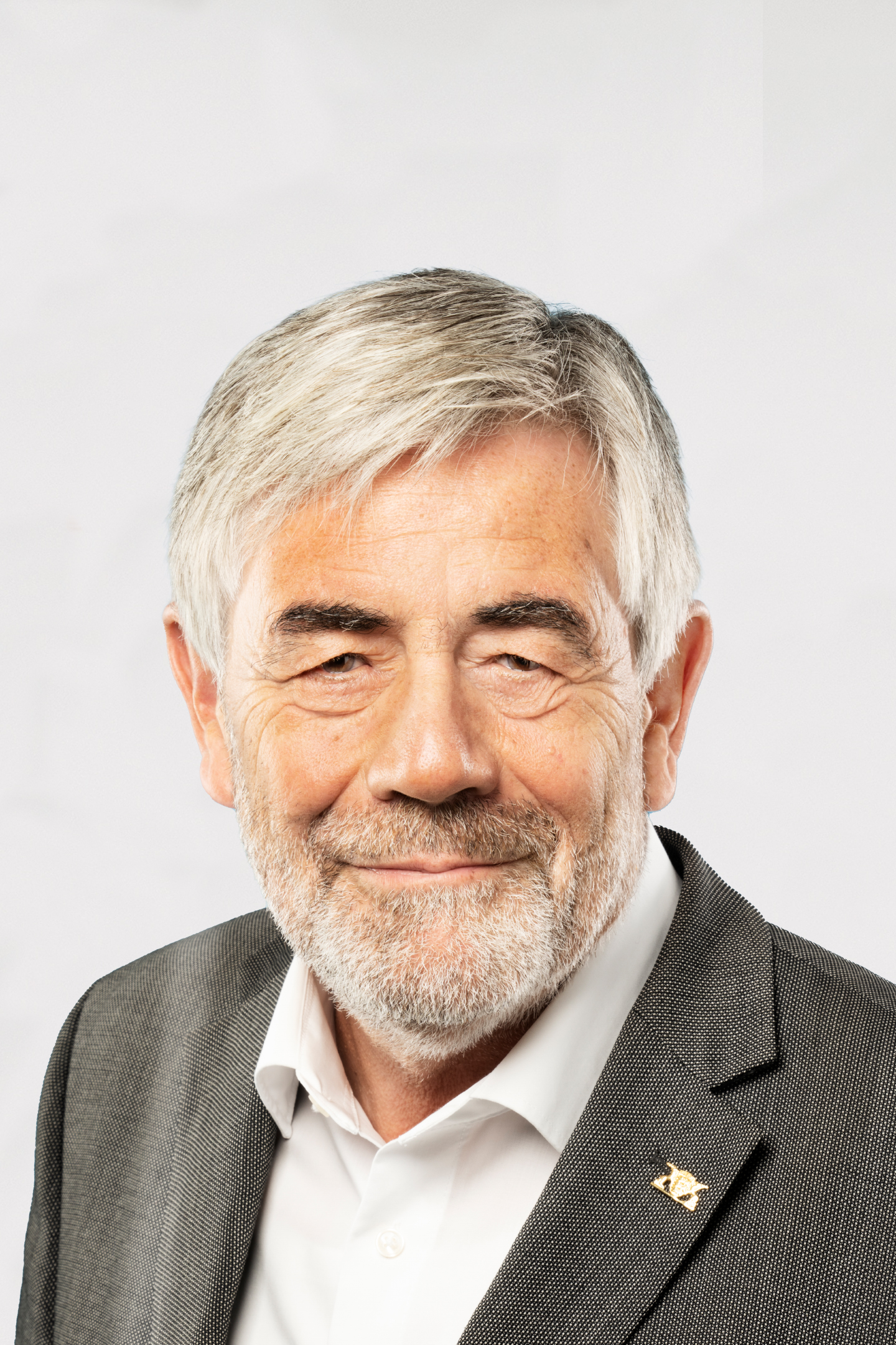
Andreas Kenner, 2021

Andreas Gerd „Anne“ Kenner (* 27. Dezember 1956 in Kirchheim unter Teck) ist ein deutscher Politiker (SPD) und seit 2016 Abgeordneter im Landtag von Baden-Württemberg.

## Ausbildung und Beruf
Kenner absolvierte nach dem Schulbesuch eine Ausbildung zum Groß- und Außenhandelskaufmann und später eine weitere Ausbildung zum  Altenpfleger. Er war als Pflegedienstleiter und im Sozialpsychiatrischen Dienst für alte Menschen tätig. Seit 1973 arbeitet Kenner ehrenamtlich beim Kirchheimer Club Bastion.

## Politik
In die SPD trat Kenner 1990 ein. Dem Gemeinderat in Kirchheim unter Teck gehörte er von 1989 bis 1994 und erneut seit 2004 an. Bei den Gemeinderatswahlen 2009 und 2014 erhielt Kenner jeweils die meisten Stimmen. Seit 2024 ist er Mitglied des Kreistags des Landkreises Esslingen. Bei der Landtagswahl in Baden-Württemberg 2016 erhielt er über ein Zweitmandat im Wahlkreis Kirchheim einen Sitz im Landtag. Bei der Landtagswahl 2021 konnte er erneut über ein Zweitmandat in den Landtag einziehen. 2023 initiierte er gemeinsam mit seinen Landtagskollegen Markus Rösler (Grüne), Willi Stächele (CDU) und Jochen Haußmann (FDP) den Dachverband der Dialekte Baden-Württemberg. Bei der Landtagswahl 2026 tritt er nicht erneut an.

## Privates
Kenner ist verheiratet und Vater zweier Kinder. Er ist evangelischer Konfession und bekennender Anhänger des VfB Stuttgart.